# Ruggero Verity
Ruggero Verity, född 20 maj 1883 i Florens, död 4 mars 1959, var en italiensk entomolog som specialiserade sig på fjärilar.
Verity var författare till över 150 publikationer och har namngett 2 000–3 000 fjärilsarter. Hans samling av nästan 250 000 fjärilar och hans bibliotek finns i La Specola-museet i Florens.